# اليوم العالمي للببور
اليوم العالمي للببور المعروف أيضاً باسم (ITD): يحتفل باليوم العالمي للببور في 29 يوليو من كل عام بدءاً من سنة 2010. وقد بدأ العمل به أول مرة سنة 2010 خلال قمة سانت بطرسبرغ للببور في روسيا. وكان ذلك الإعلان لتحديد يوم 29 يوليو يوماً عالمياً دولياً للببور وذلك لضمان زيادة الوعي العالمي لحماية الببور وأماكن معيشتها.
الهدف الرئيسي لهذا اليوم الدولي: إنشاء نظام عالمي للحفاظ على تعداد ولزيادة عدد الببور في بيئتها الطبيعية؛ وحث الرأي العام العالمي لحماية الببور".

## معرض الصور

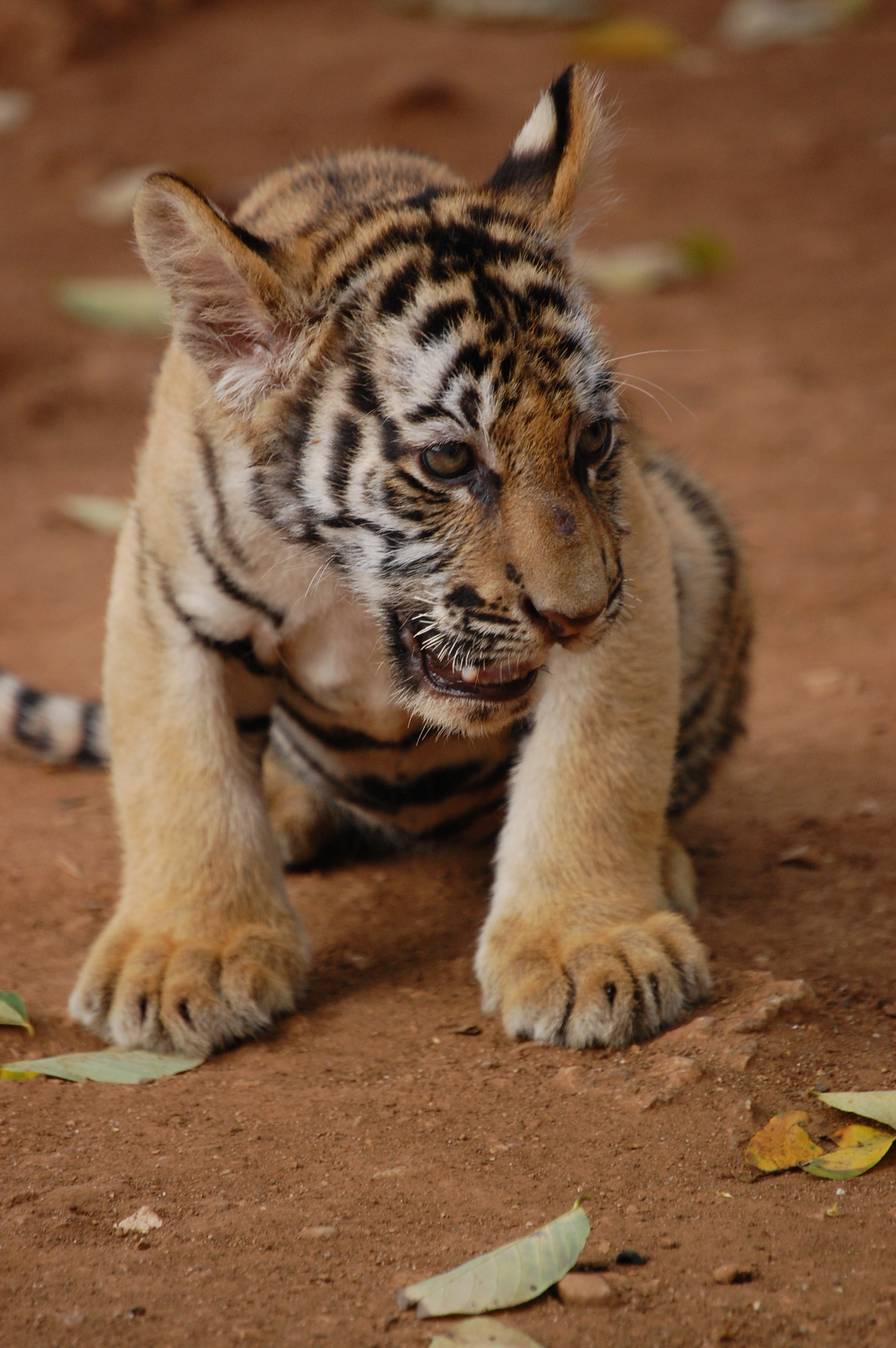
شبل ببر في تايلاند
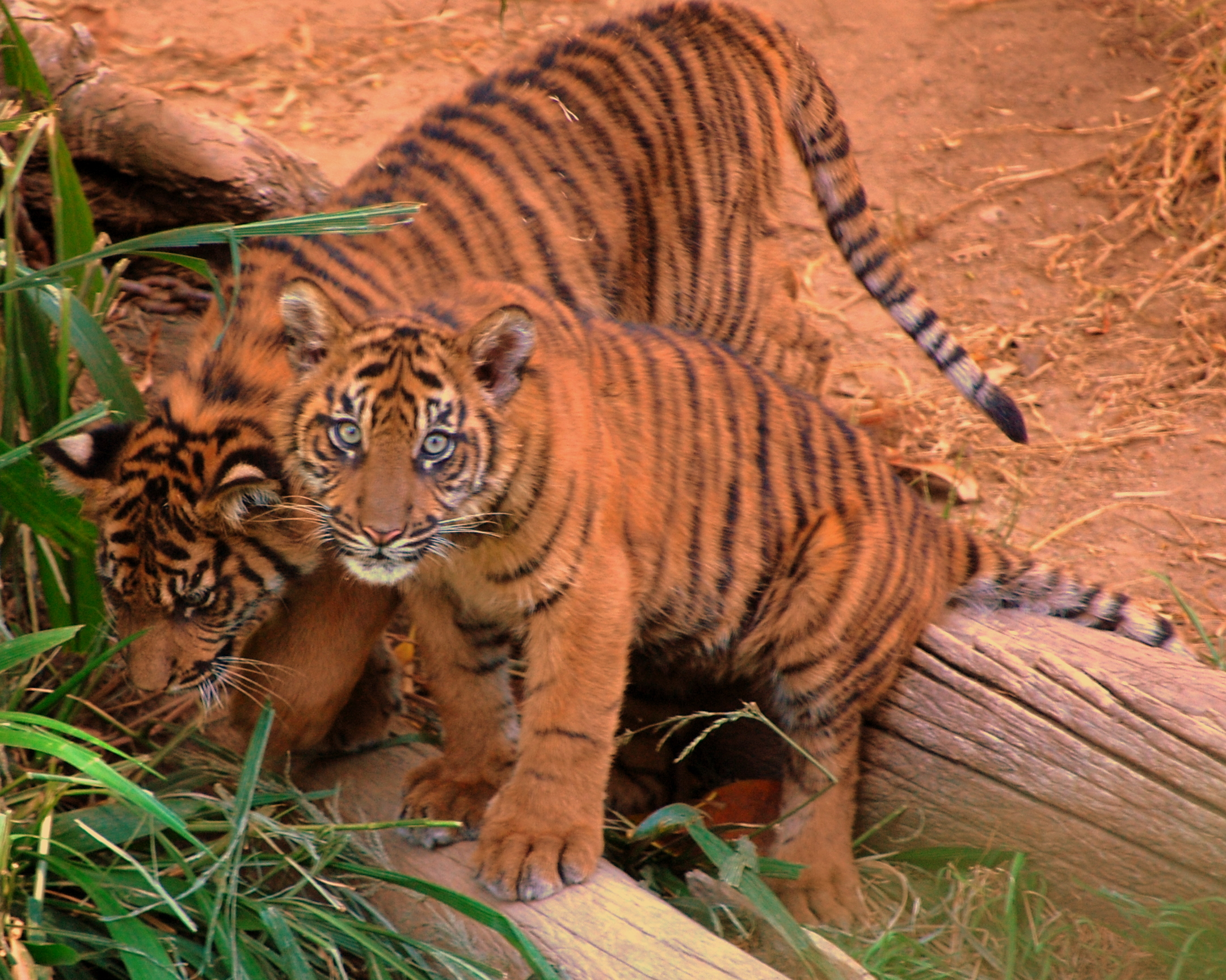
شبلان
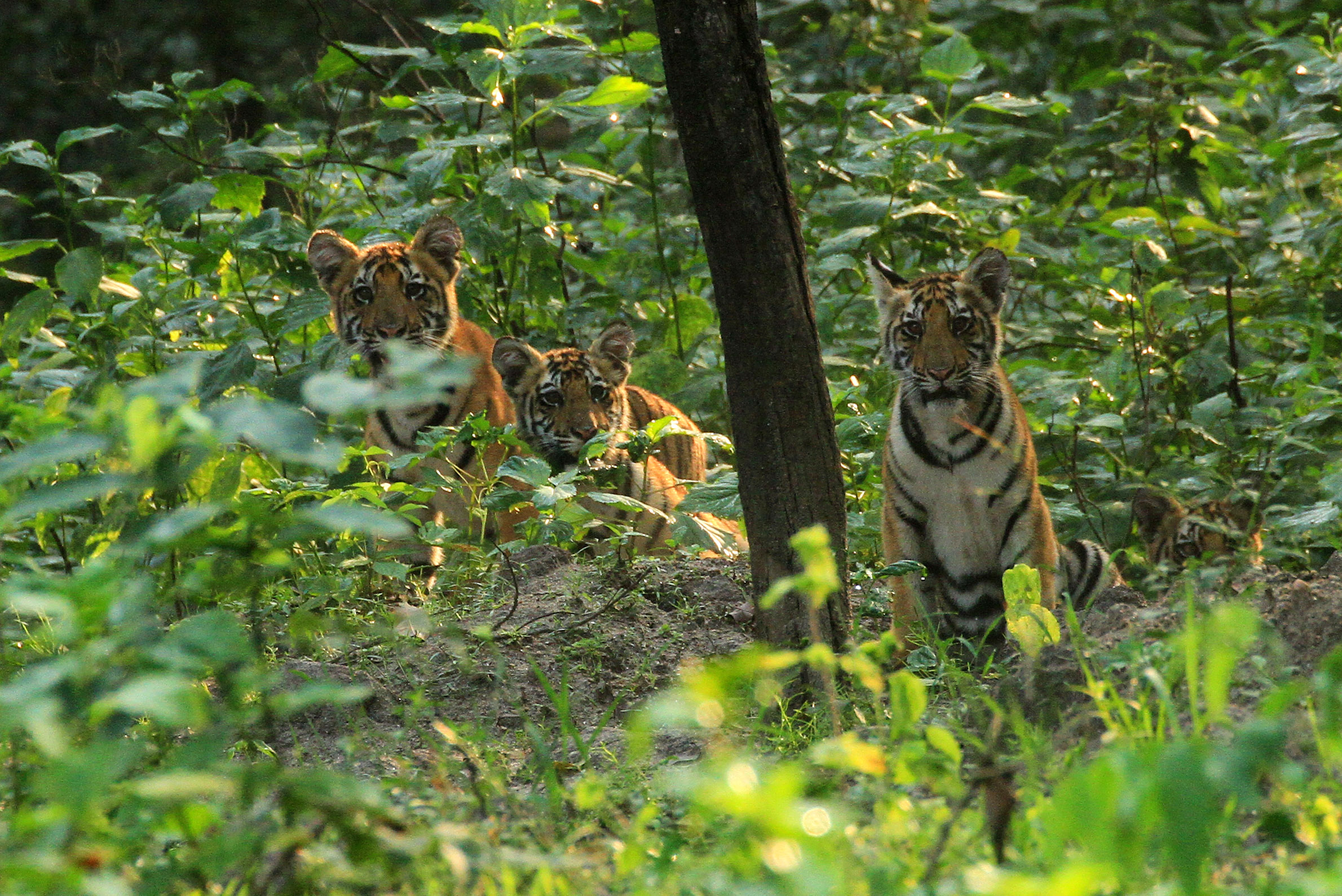
أشبال ببور
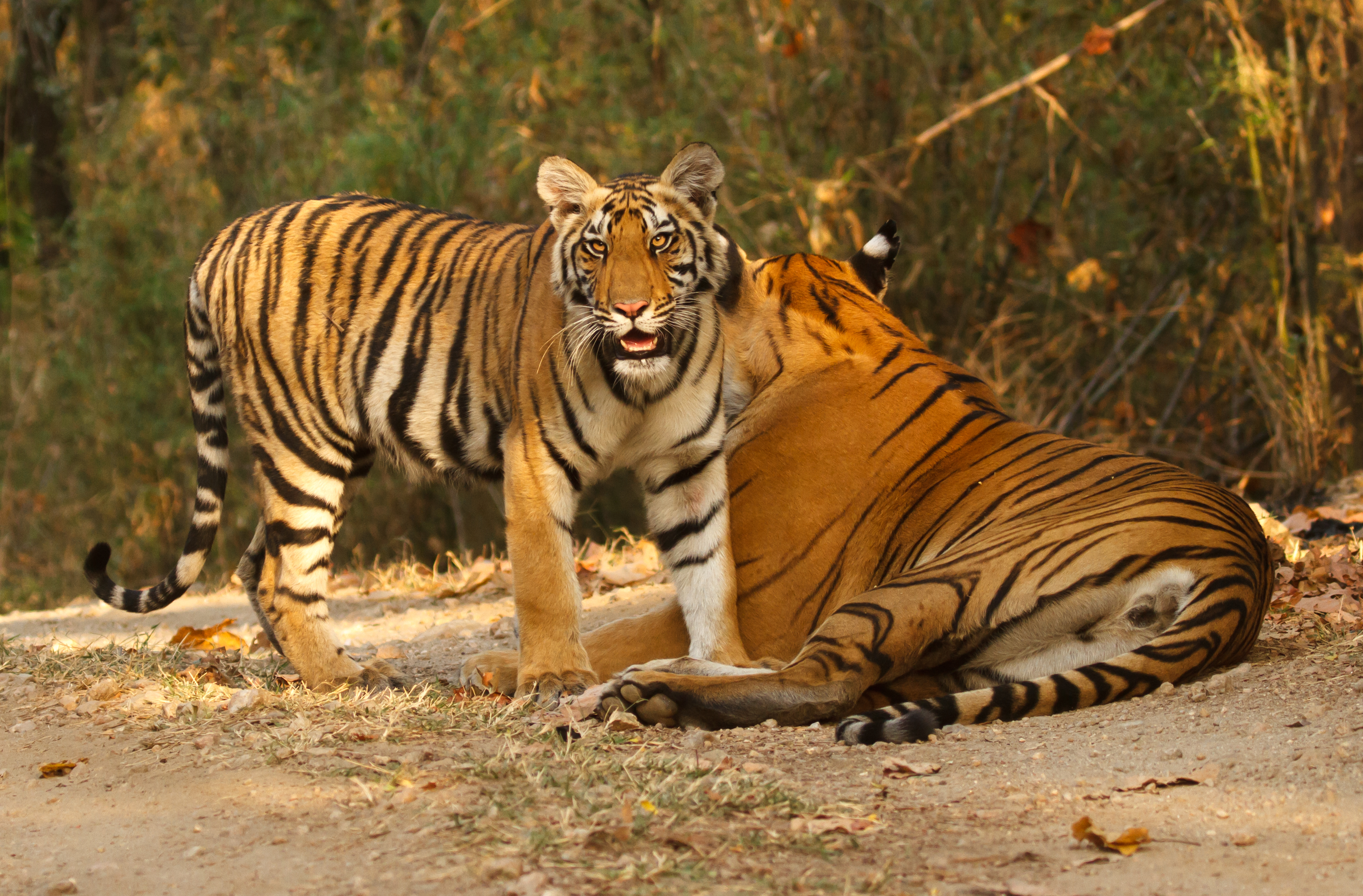
أم مع جروها البالغ من العمر ستة أشهر

## وصلات خارجية
- The St. Petersburg Declaration on Tiger Conservation
- Tiger Recovery Program